# Anii 1420
Secole: Secolul al XV-lea - Secolul al XVI-lea - Secolul al XVII-lea
Decenii: Anii 1370 Anii 1380 Anii 1390 Anii 1400 Anii 1410 - Anii 1420 - Anii 1430 Anii 1440 Anii 1450 Anii 1460 Anii 1470
Ani: 1420 | 1421 | 1422 | 1423 | 1424 | 1425 | 1426 | 1427 | 1428 | 1429